# 饅頭

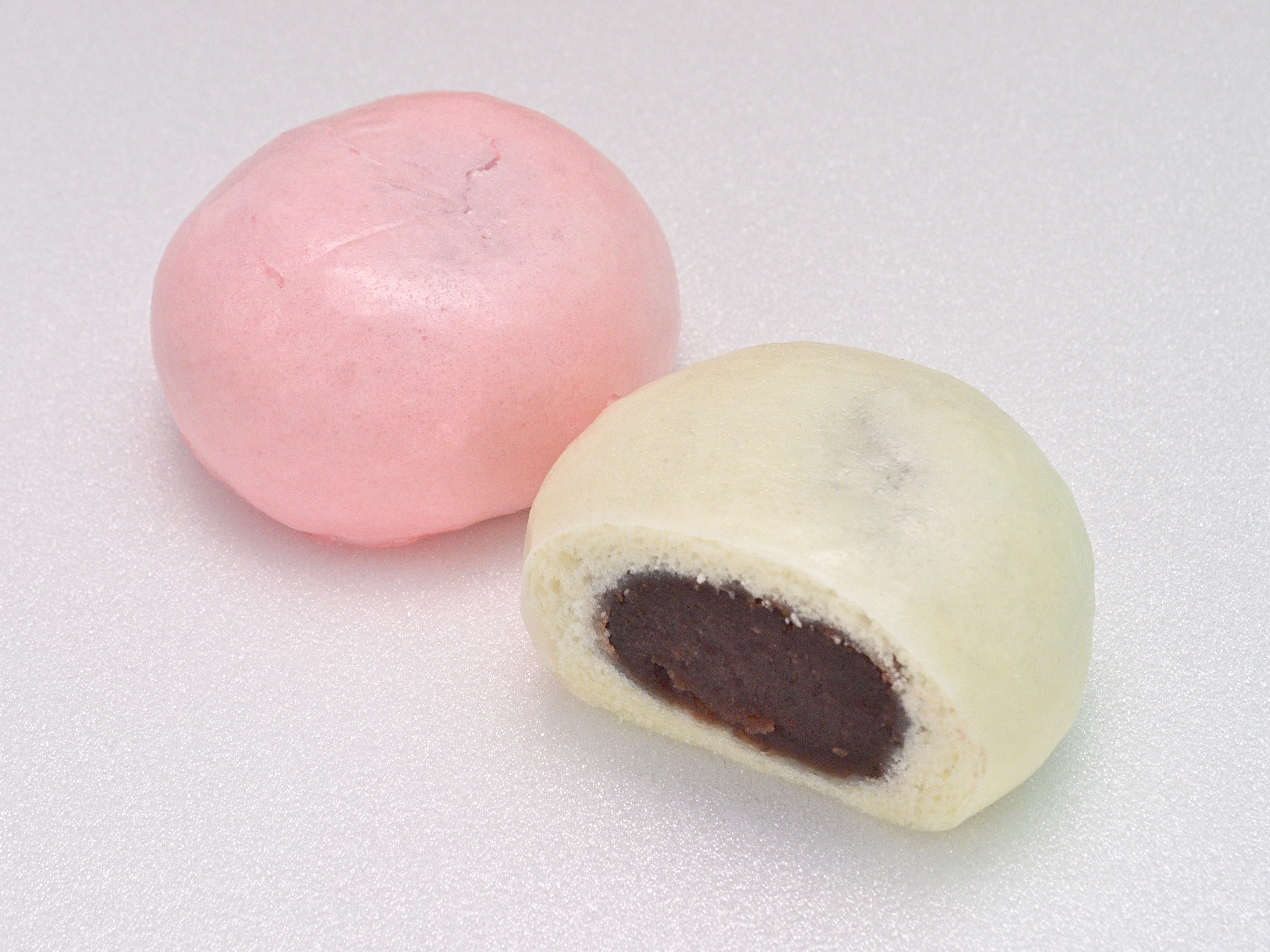
お祝いの際などに配られる紅白饅頭

饅頭（）は、小麦粉などを練って作った皮（生地：きじ）で小豆餡などの具を包み、蒸した菓子。中国の饅頭（マントウ）や「包子（パオズ）」が変化してできた和菓子の一種。漢字は「万十」「万頭」「曼頭」などと書くこともある。

## 起源説等
日本の饅頭の起源には2つの系統がある。ひとつは臨済宗の僧龍山徳見が1349年（南朝：正平4年、北朝：貞和5年）に帰朝した際、その俗弟子として随伴してきた林浄因が伝えたとするものである。当初林は禅宗のお茶と食べる菓子として饅頭を用いる事を考えたものの、従来の饅頭は肉を入れるため、代わりに小豆を入れた饅頭を考案されたと言われている。その後、奈良の漢國神社の近くに住居して塩瀬という店を立てたことから、漢國神社内の林神社と呼ばれる饅頭の神社で、菓祖神として祀られている。
もうひとつの系統は、林が伝えたとされる年より100年ほど遡る1241年（仁治2年）に南宋に渡り学を修めた円爾が福岡の博多でその製法を伝えたと言われる。円爾は辻堂（つじのどう＝現・博多駅前一丁目）に臨済宗・承天寺を創建し博多の西、荒津山一帯を托鉢に回っていた際、いつも親切にしてくれていた茶屋の主人に饅頭の作り方を伝授したと言われる。このときに茶屋の主人に書いて与えた「御饅頭所」という看板が、今では東京・赤坂の虎屋黒川にある。奈良に伝わった饅頭はふくらし粉を使う「薬饅頭」で、博多の方は甘酒を使う「酒饅頭」とされる。
伝来当時は現在の饅頭につながる甘い饅頭と、主として野菜を餡とした菜饅頭の二種類が存在していた。後者は現在の肉まんに近い物と考えられているが、仏教の影響もあって、近世までの日本ではもっぱら野菜が餡として用いられた。仏教寺院ではいわゆる点心の一種類とみなされ、軽食や夜食として用いられていた。しかし、米飯や麺類が主食として存在し、とくに麺類（うどん、そば、素麺など）が早くから軽食として存在した一般社会では、製法の煩雑さなどからほとんど定着せず、甘い饅頭や麺類のように菜饅頭を専門の業者が製造する事もなかった。ただ、寺院における食事の記録には記載されている事が多く、江戸時代に入っても『豆腐百珍』に「菜饅頭」として製法が記載されている事から、寺院等では軽食として長い間食べられていたようである。
いずれにしてもこれら中近世ごろまでに日本に定着した後、餡や皮の製法にさまざまな工夫が凝らされ種々の饅頭が作られるようになった。
またそれより後にも、江戸時代以降に南蛮菓子や中国菓子の製法として焼き菓子の製造技術が日本に伝播した。この技術が饅頭にも応用され、焼き饅頭と呼ばれる日本独特のジャンルが生まれた。日本風の焼いて作る饅頭は台湾でも「日式饅頭」、「日本饅頭」と称して製造されている。
近世以来、関東地方の家庭料理として練った小麦粉で豆や味噌や野菜の餡をくるんだものをお湯で茹でて作るゆで饅頭がある。ゆで饅頭の食感は饅頭というよりも団子に近く、その製法も現代の饅頭の定義からは外れるが、おやきの調理法を変化させることで本物の饅頭の代用として作られたものとも言われ、ゆで饅頭が重曹の普及とともに炭酸饅頭や田舎饅頭といったふかし饅頭に発展したと考える研究もある。
近代以後には大陸側との通行が活発化したことで、在日華人などを通じて当時の饅頭（マントウ）や包子（パオズ）の知見が再導入され、これらを基に厚めでふわっとした皮の中華まんが作られたとされる。現代のカレーまん、ピザまん、バナナまんなどは無論のこと餡まんも、近代以後の中国ではマントウは主に具無しのもので、包子にしても甘い豆餡はあまり一般的ではなく、基は日本の饅頭である。特殊な事例として愛媛県の労研饅頭があり、これもマントウを起源とするが（同項参照）、こちらは和菓子の分類に入れられる事が多い。

## 和菓子としての饅頭

### 生地の種類

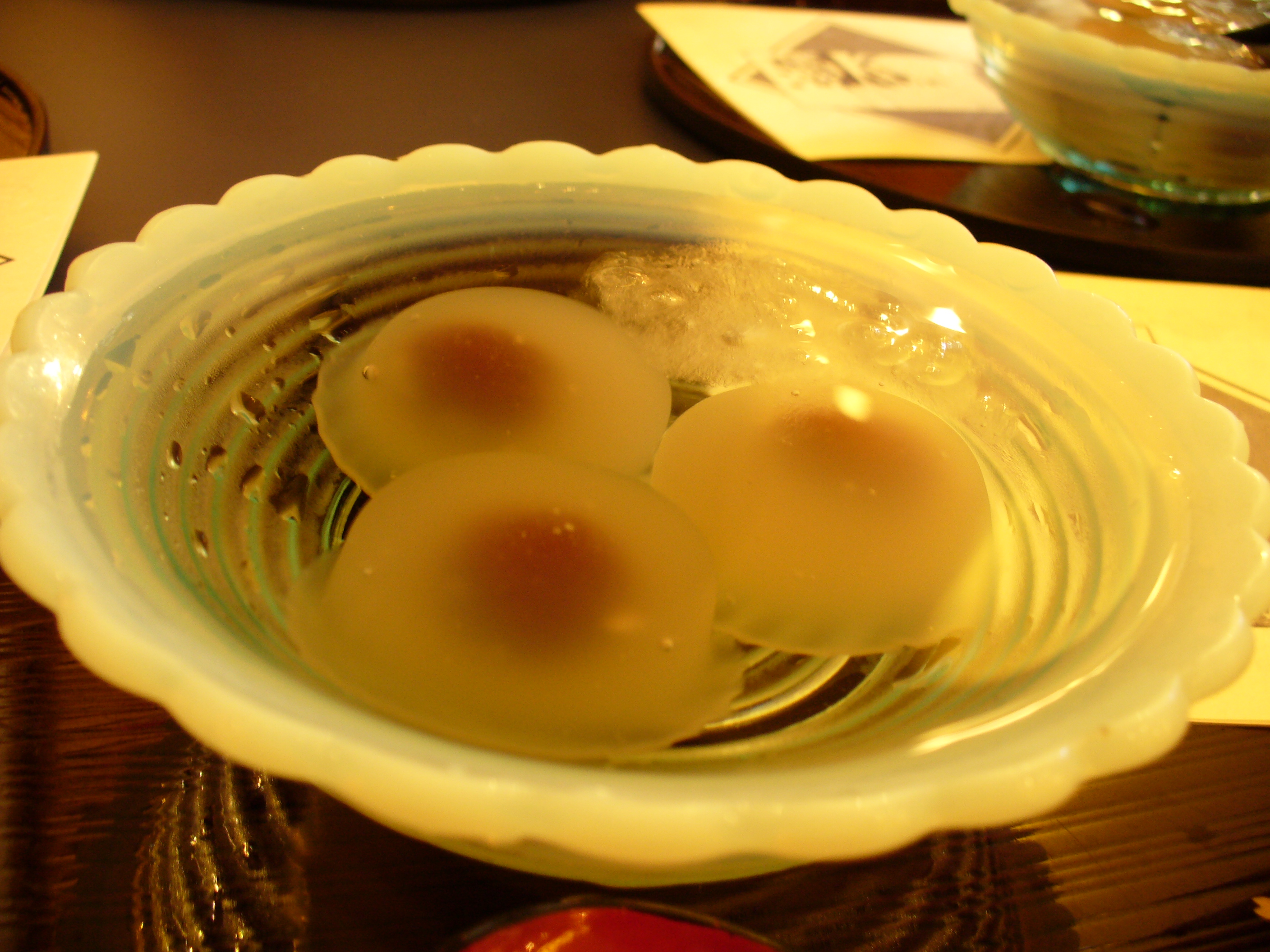
水饅頭

茶饅頭
基本は小麦粉、黒砂糖、膨張剤を用いた生地に餡子を包んだ饅頭だが、各地にさまざまなバリエーションがある。利休饅頭（大島饅頭）、温泉饅頭、薄皮饅頭などとも呼ばれ、観光地（特に温泉街）でのおやつやお土産にも好んで用いられる。
薯蕷饅頭（じょうよまんじゅう）
すりおろした薯蕷（漢語でナガイモをさす）の粘りを利用して米粉（薯蕷粉、上新粉）を練り上げ、その生地で餡等を包んでしっとりと蒸し上げた饅頭。上用饅頭とも当て字され、十五世紀に日本に饅頭を伝えた林浄因からとられた名の訛りだとも伝わる。茶席で使われる主菓子（おもがし）のひとつである。
『守貞謾稿』に当時近年、京大阪で作られ始めたヤマノイモを皮に使った饅頭とある。現代の商品もヤマノイモを使うと表示されるが、じっさい使われる薯蕷にはつくね芋（京都地方）、大和芋（関東）、伊勢芋（中部地方）などの栽培種である。
林浄因の子孫が創業した「塩瀬饅頭」も現在「志ほせ」という薯蕷饅頭を売り物とするが、江戸時代の塩瀬饅頭は、小麦粉に"ふくらし粉"を混ぜたものだとされている。ただし塩瀬当家の家伝によれば、林浄因の孫の林紹絆が中国に渡来し薯蕷饅頭の製法を学んで持ち帰ったとしている。織部饅頭は、大阪屋の十七代当主が考案したという薯蕷饅頭の一種。紅白饅頭も薯蕷饅頭でこしらえるのが常とされる。
酒饅頭
酒母（酒種、麹に出芽酵母を繁殖させたもの）を使って小麦粉の生地を発酵させ、中に餡を入れた饅頭。虎屋饅頭とも呼ばれる。「酒饅頭」は長野市、新潟県長岡市ではあんまんのようなものであり、富山県や福井県三国では形状は平たくなり焼き印を入れてあり、岐阜県大垣市のものは茶饅頭のようなものであるなど地域によって形状、味覚、製法が異なる。酒饅頭を氷水で浸したものを水饅頭と形容する場合もある（後述）。あんパンのアイデアの基になった。
群馬県の焼きまんじゅうのように、菓子店ばかりでなく、軽食として一般家庭で作られる事もあった。
近年は、野菜の煮物や漬物などを餡として酒饅頭の生地で包んだ、かつての菜饅頭のような甘くないタイプの饅頭も登場している。
ソーダ饅頭
小麦粉に重曹（炭酸水素ナトリウム）を用いて膨らました饅頭。菓子店の製品では炭酸饅頭と呼ばれる事もある。酒饅頭に較べて製法や重曹の入手が簡易である事から、明治時代以降に主に家庭で作られる事が多かった。黒糖を用いた物は、茶饅頭やふくれ菓子に似た風味となる。
塩饅頭
焼饅頭
主にカステラ風の生地で餡を包んだ焼き菓子の一種。唐饅頭、もみじ饅頭、栗饅頭、千鳥饅頭（福岡県）、乳菓、中華饅頭、かすてら饅頭、カステラ饅頭などがこれにあたる。洋菓子や中華菓子（月餅）の影響を受けて明治時代以降に発達したとされる。カステラ生地の饅頭については、アンパンを考案した銀座の木村屋総本店の近所にあった毛利商店がアンパンの皮を変えて「ぱんじゅう」として売り出したのが最初と言われる。オーブンで焼く物（オーブン物）、鉄板で焼く物（平鍋物、平物）などがある。さらにパイ皮やビスケット生地、スコーン生地を用いたより洋菓子に近い物（宮崎県のチーズ饅頭など）がある。また、長崎県の一口香や北海道（道央）のわかさいものように独特の製法の物もある。
栗饅頭
皮に卵黄を塗って焼き、栗の皮の色に似せたもの。中身は白あんだが甘味に栗の甘露煮で用いた蜜を使ったり、栗そのものを混ぜ込んだりしている。
葛饅頭
くず粉を用いて作った透明の生地で餡を包んだ夏季の生菓子。葛桜、水仙饅頭とも言う。そのまま器に盛って食べるのが一般的だが、冷水に浸して食べるものもある。
水饅頭
葛饅頭と似ているが、生地に適量のワラビ糊を混ぜて作る。岐阜県大垣市のものなどが知られるが、奈良県御所市でも初夏の祭りに合わせて販売される。
麩饅頭
小麦粉の皮の代わりに生麩で餡を包んだ生菓子。笹の葉で巻く事が多い。単に生麩とも。
味噌饅頭
小麦粉に味噌を練りこんで蒸したもの。餡の甘みと味噌の辛味がうまく合っている。静岡県浜松市の細江から引佐近辺では、黒糖を用いた小麦粉の皮で黒餡を包んだ茶饅頭の一種を、色が味噌に似ているため「みそまんじゅう」（あるいは「みそまん」）と呼ぶ。
その他
皮が非常に薄く餡が透けて見える破れ饅頭（白く霞んだ視界に見立てて吹雪饅頭などとも）、マシュマロ生地を用いた物（福岡県の鶴乃子）、ういろう生地の物（大分県中津市のういろう饅頭など）、湯で練った米粉生地を用いた物（鹿児島県の伊集院饅頭、岩手県のぶちょうほう饅頭など）、かるかん饅頭、落雁生地の物（兵庫県赤穂市の塩味饅頭など）、粟餅の生地の物（福島県の粟饅頭）、はったい粉生地の物（天妃前饅頭（ただし、はったい粉は餡に用いている）、春華堂の「麦こがし」など）などがある。
最中（もなか）
現在の最中は、江戸時代に煎餅の一種として存在していた最中を、皮として用いた「最中饅頭」が始まりとされる。

### 行事で配るもの

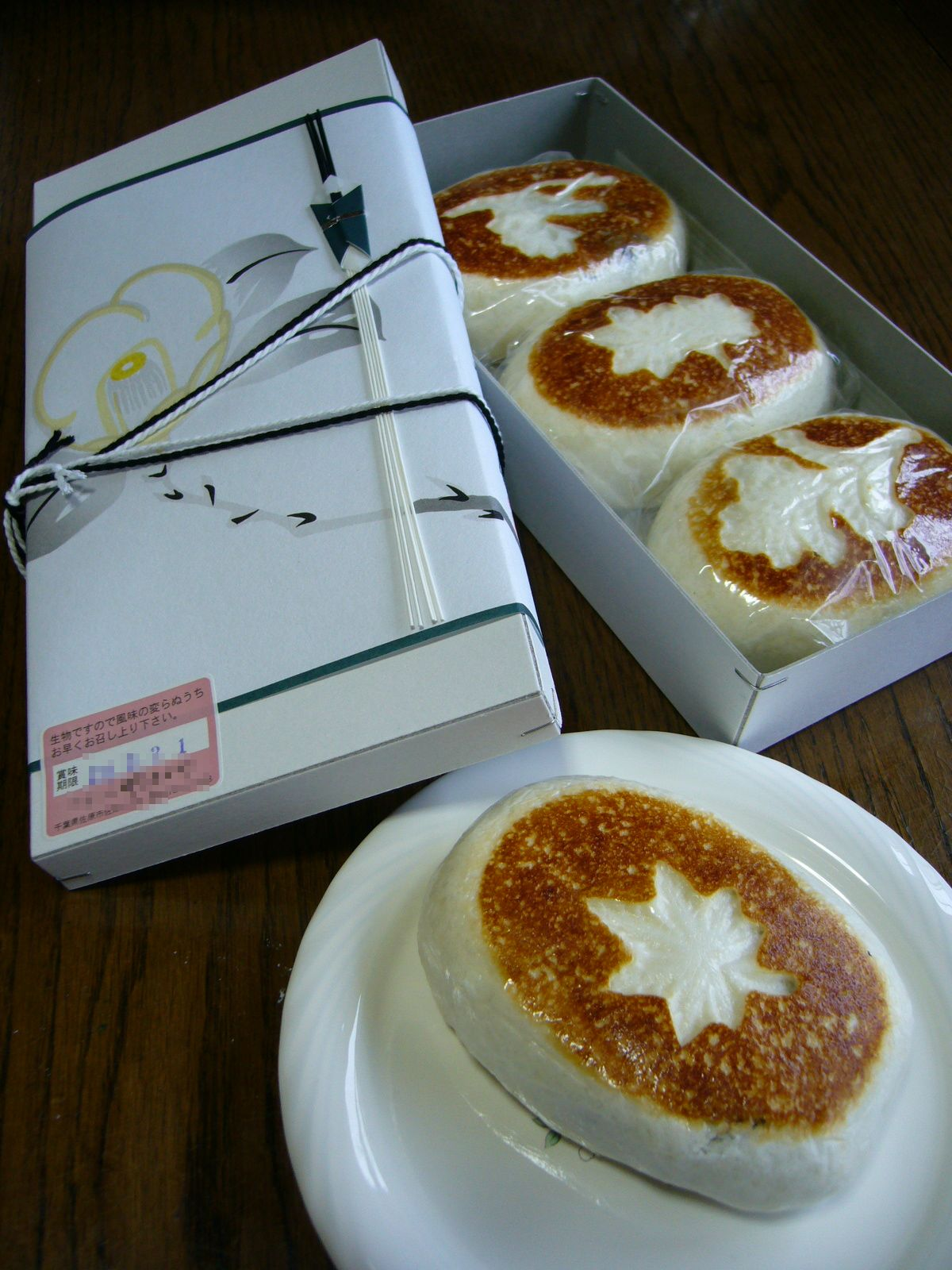
弔事で贈られる葬式饅頭（春日饅頭、関東）

- 慶事：紅白饅頭、酒饅頭など。福井県の嶺北地方では婚礼にまんじゅうまきが行われる[12]。北海道では中華まんじゅうを引き出物として活用する。
- 弔事：春日饅頭、青白饅頭（関東）、黄白饅頭、おぼろ饅頭（近畿圏、中京圏）、中華まんじゅう（北海道）など。葬式饅頭とも呼ばれる。

### 具の種類
日本では特に甘い小豆餡が基本である。なお、元の中国語の餡とはとろみをつけたソースやそれを絡めた具材全般を指す。饅頭には、極端に汁の染み出しが多いようなものでなければ様々な種類の餡を中に詰め込んで作ることはできるが、もみじ饅頭など鉄板で焼くものについては手軽に中身を入れられることから特に種類が多い。

### 種類

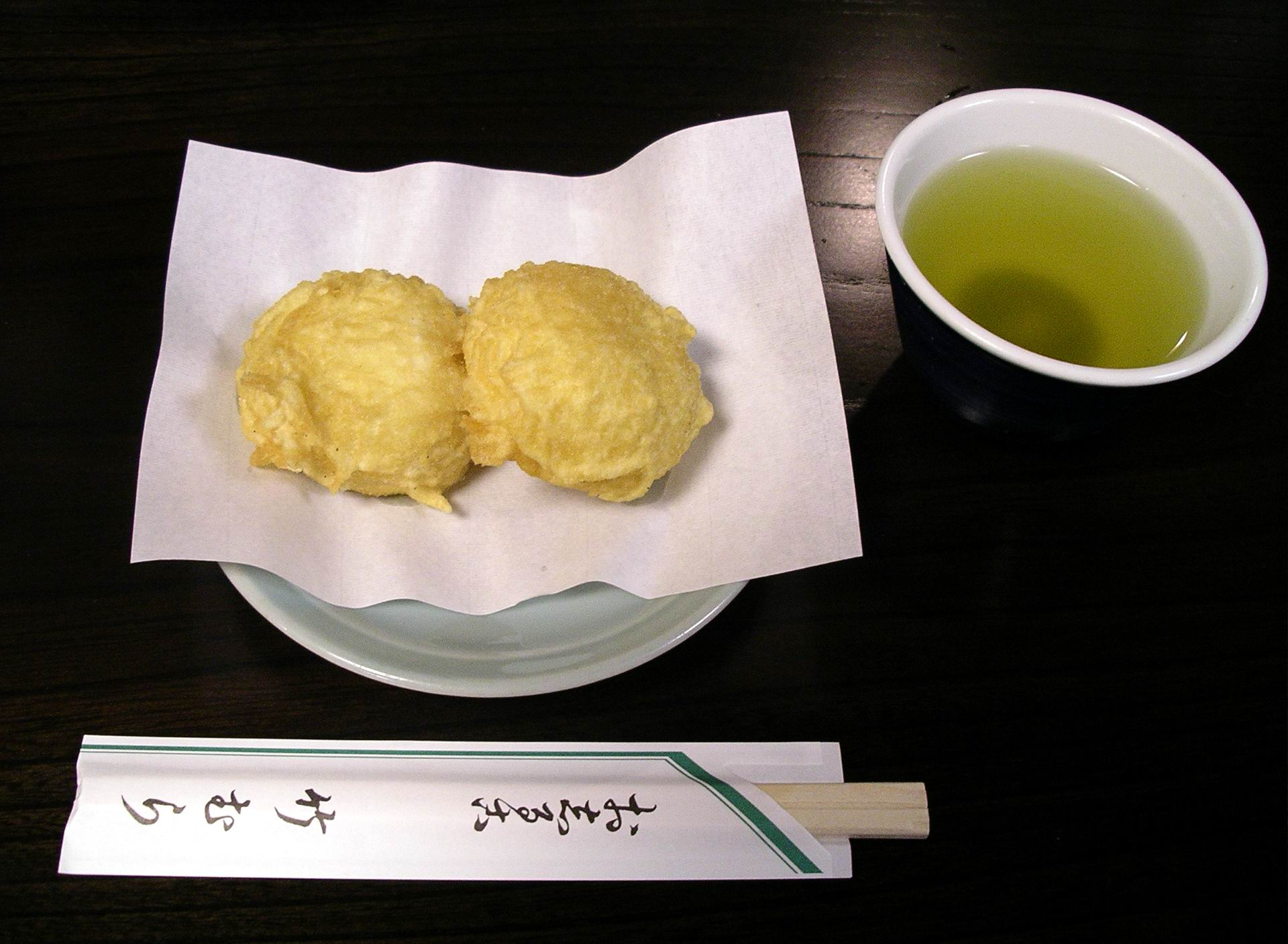
揚げ饅頭

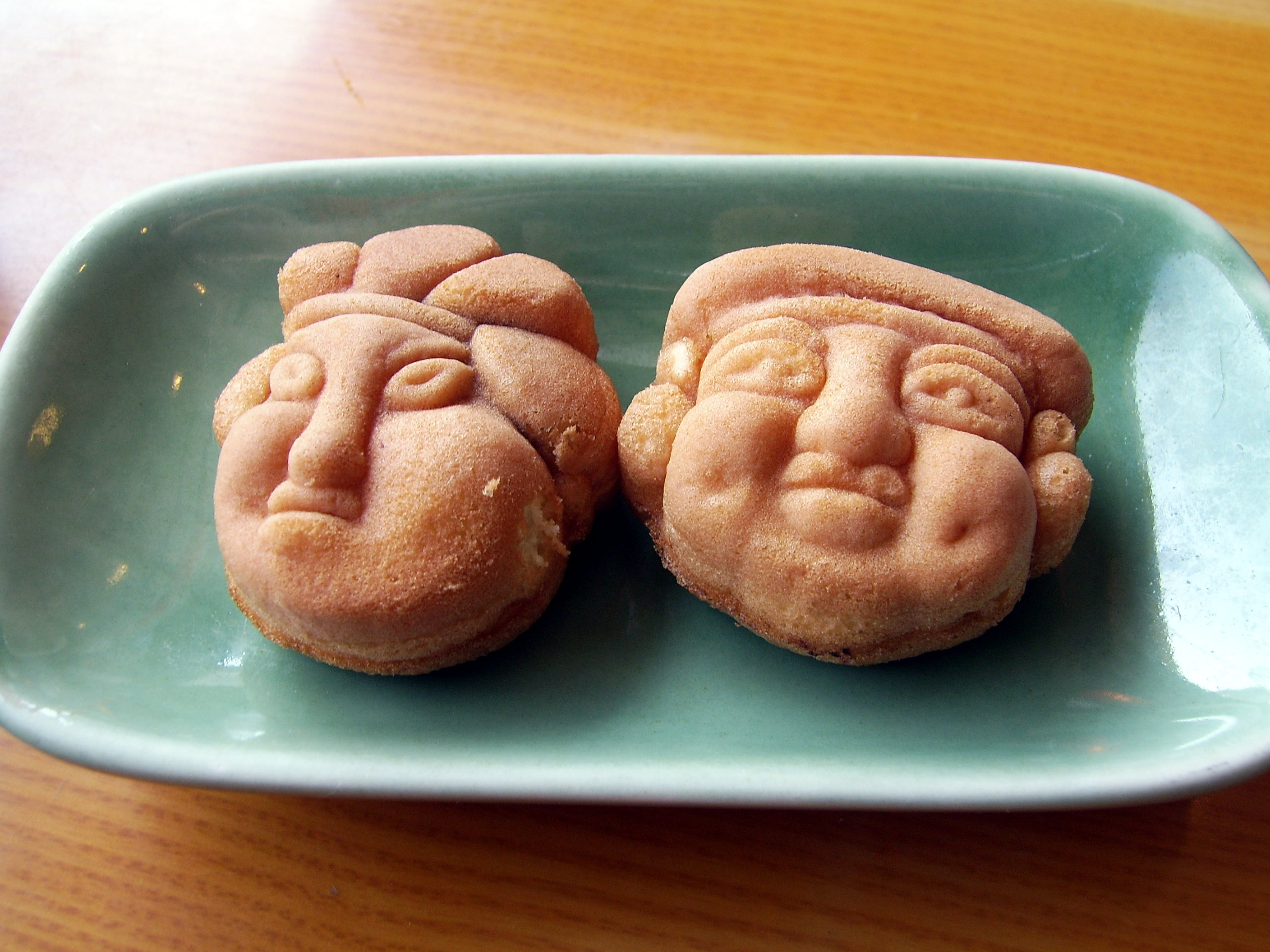
人形焼

ぶと饅頭

くるみ焼饅頭（2010年10月8日撮影）

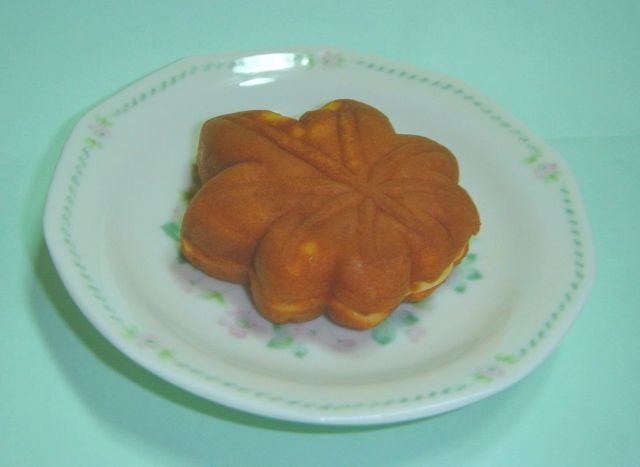
もみじ饅頭

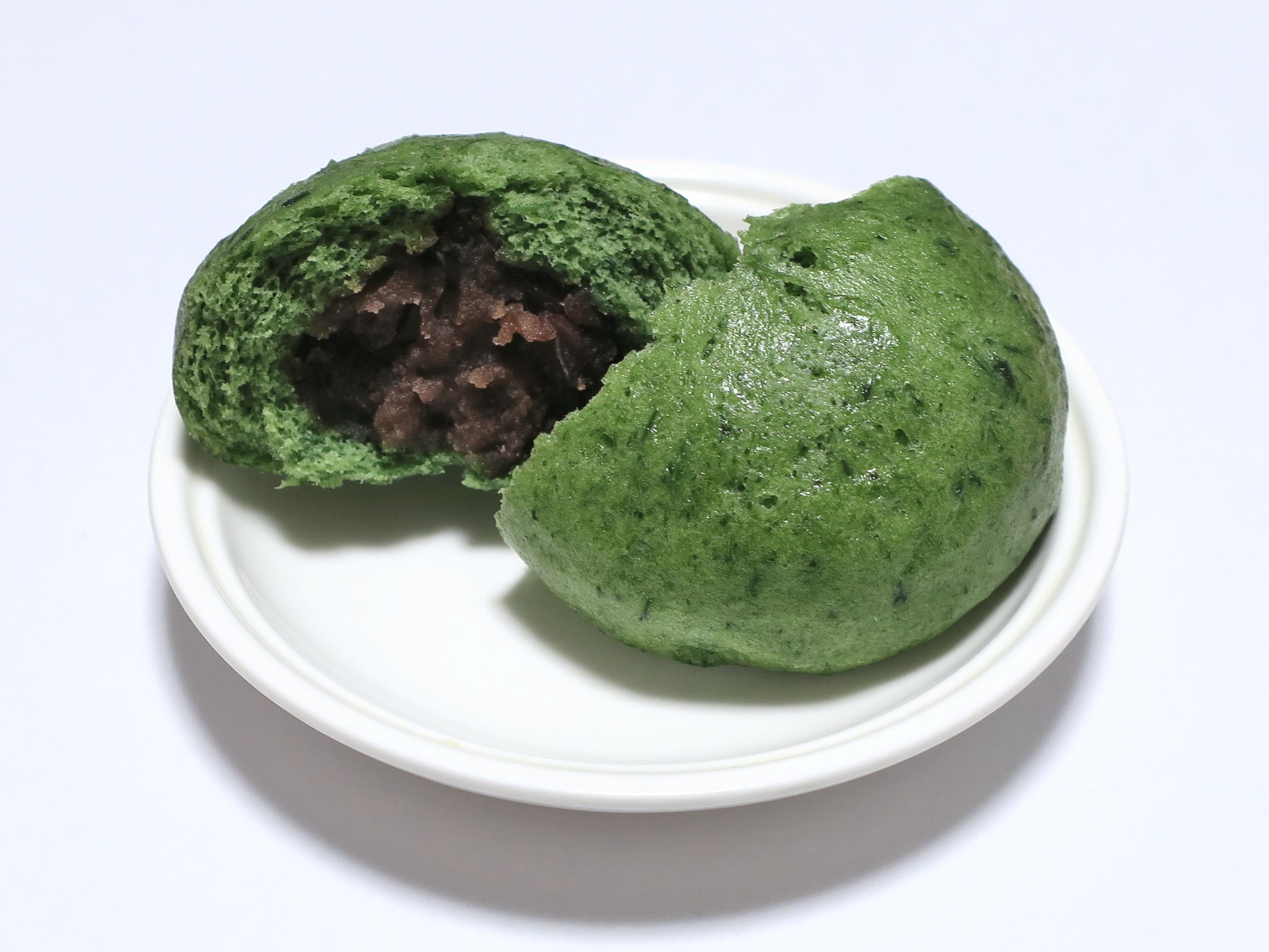
よもぎまんじゅう

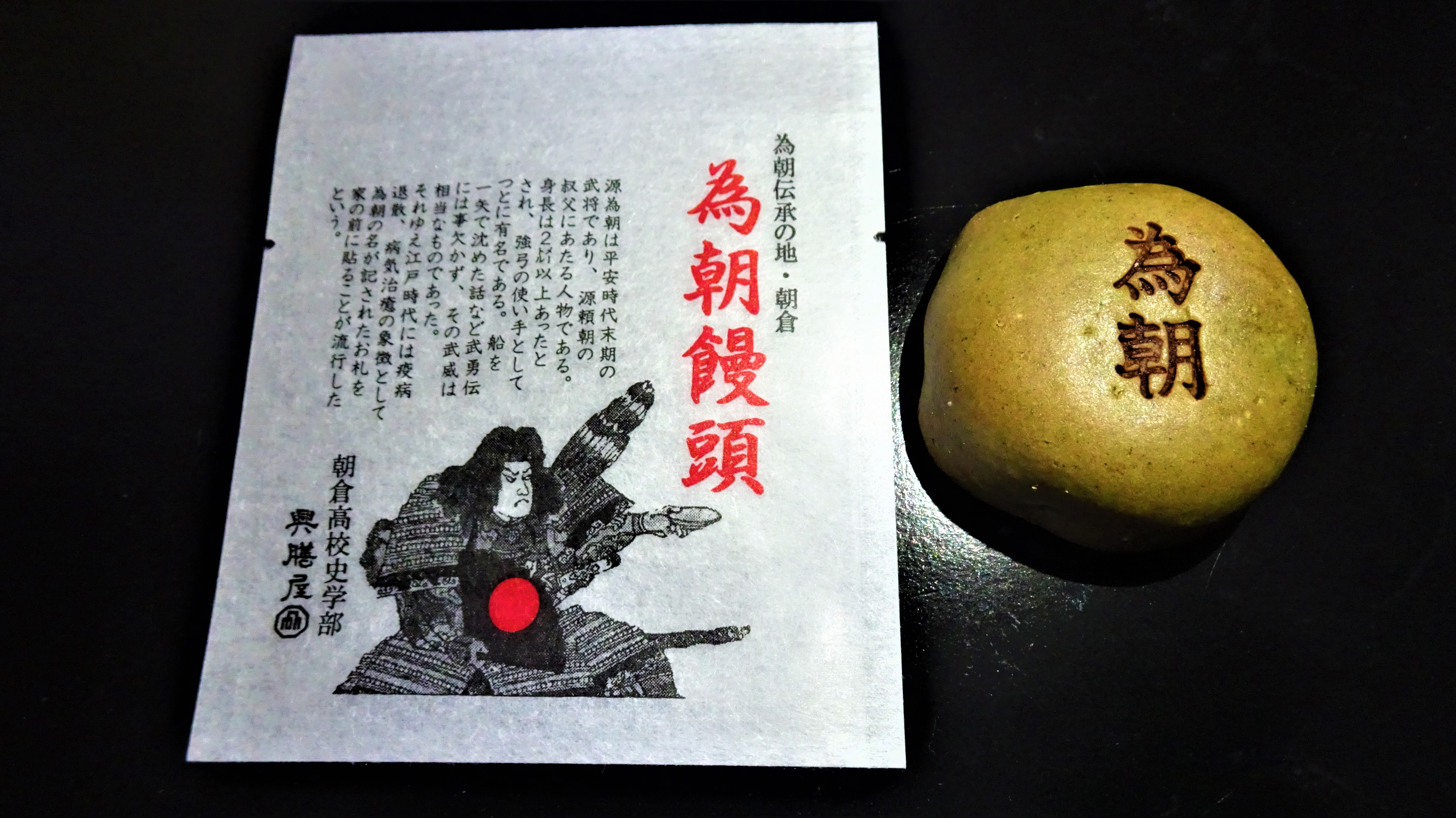
為朝饅頭

- 揚げ饅頭
饅頭をそのまま揚げた二次製品。酒饅頭が多いがもみじ饅頭、茶饅頭なども揚げる事がある。固くなった饅頭を再びおいしく食べるために家庭で揚げる事もある。
  - 揚げまん棒 - 愛知県名古屋市「納屋橋饅頭万松庵」の銘菓。
- 天ぷらまんじゅう
饅頭に衣をつけて揚げた料理。日本各地に点在する。
- あんパン
- 中華まんじゅう
北海道・長崎県などでは、中華まんじゅう、中華饅頭として表記される。小麦粉、砂糖、卵を原料とするパンケーキ状の生地（中花種）で餡を挟んだ菓子を指す。その由来は、中花種の中花が転じて中華となり、中華まんじゅうと呼ばれるようになったと考えられている。北海道では、冠婚葬祭の引き出物の定番として使われる。
- 月寒あんぱん
月餅風の皮で小豆餡を包んだ札幌市内ローカルの焼菓子。
- くまたぱん
福島県須賀川市の菓子。薄皮饅頭に似た小判形の饅頭のまわりに砂糖をまぶし固めたもの。
- 焼きまんじゅう
群馬県の郷土菓子。酒饅頭（餡入りと餡無しがある）を竹串に刺し、甘い味噌だれを塗りながら田楽のように焼いたもの。
- 片原饅頭
群馬県前橋市の郷土菓子。酒饅頭の一種である。
- 人形焼

- 身延饅頭
山梨県身延町で製造販売されている。
- 甘酒まんじゅう
富山県富山市の竹林堂本舗にて製造販売されている。毎年6月1日には『朔日饅頭』の名称で販売される。
- 今川焼き（回転焼き・大判焼き・おやきなど）
- おやき
- ぱんじゅう（ばんじゅう・ぱんぢゅう）
- 鬼饅頭
- 赤飯饅頭
赤飯を餡として、酒饅頭の生地で包んだ物。栗や小豆餡が入っている物もある。
また、菓子店によっては赤飯を皮として小豆餡を包んだ物もある。
- 娘娘万頭（にゃあにゃあまんじゅう）
石川県加賀市の菓子。山中石川屋が販売している。「にゃあにゃあ」は加賀弁で「娘さん」のこと。

- ぶと饅頭
奈良県の菓子。唐菓子の餢飳（ぶと）を模して、米粉に玉子を加えたドーナツ風の生地で餡を包み、胡麻油で揚げた物。
- 奥飛騨一本焼 くるみ焼饅頭
くるみを3個のせ、卵の黄身を塗り、胡麻を降りかけ焼き上げている。月餅を思い浮かべる味である。

- 蜂蜜まん
三重県津市大門 (津市)の菓子。蜂蜜まん本舗が販売している。蜂蜜入りの饅頭。
- 金長まんじゅう
徳島県の株式会社ハレルヤの製造する徳島の郷土菓子。中に栗餡入りの饅頭である。スポンジ生地にカスタードクリームの入った物もある。
- 本ノ字饅頭
紀州和歌山駿河屋の菓子。

- もみじ饅頭
広島県の郷土菓子。
- エチオピア饅頭
高知県香南市の菓子。

- よもぎまんじゅう
- 都まん（都まんじゅう）
- 労研饅頭
- 成金饅頭
福岡県直方市の菓子。実際はどら焼きに近い。
- 千鳥饅頭
福岡県の菓子。焼いた饅頭で外側はボーロ状、千鳥の焼き印がある。
- ひよ子
福岡県・東京都の菓子。ひよこ形に整形して焼いた饅頭。東京のみやげ物でも有名。

- 為朝饅頭
福岡県朝倉市の朝倉高等学校史学部が考案し地元和菓子店と共同制作した饅頭。
朝倉地域と源為朝の深い関係性をPRする一環として制作された。
- 博多通りもん
福岡県の菓子。博多に伝わる和菓子の伝統に、バターをはじめとする西洋菓子の素材を取り入れた博多の傑作まんじゅう。
- じゃがいも饅頭[13]
福岡県八女で作られているもので、じゃがいもを砂糖と醤油で煮たもの（あるいはそれを潰したもの）を、小麦粉に塩水を加えて練って寝かせた生地で包んで茹でたお菓子[13]。サトイモの収穫期には、茹でたサトイモの周りに甘く味付けした潰したジャガイモで包み、さらに前述の生地で包んで茹でたり蒸して食す[13]。
- 松露饅頭
佐賀県唐津市の菓子。名前の由来は形が松露に似ていることから。
- 蜂楽饅頭（ほうらくまんじゅう）
熊本県水俣市の菓子で関東では今川焼きと呼ばれる饅頭の一種。丸い形の生地の中に蜂蜜を混ぜた白餡もしくは黒餡のいずれかが入っている。蜂楽饅頭の本社は水俣市であるが、子会社が熊本市・福岡県・鹿児島県・宮崎県など九州各地に存在し同じブランド名で製造販売している。
- 千両饅頭
熊本県の菓子。島根県でも作られている。小判の形をしており、表面に千両の焼印が押され、中身は白餡である。
- 慶徳饅頭
熊本県の菓子。
- 長者饅頭
熊本県の菓子。
- にしめ万十
熊本県の菓子。お煮しめやひじきの煮物など、惣菜を餡として包んだ物。
- チーズ饅頭
宮崎県の郷土菓子。
- 加治木饅頭
鹿児島県姶良市の郷土菓子。
- 伊集院饅頭
鹿児島県日置市の菓子。米粉、砂糖を湯で練った生地を用いて、餡を包んだ物。
- 鶴饅頭
鹿児島県出水市の菓子。
- バナナ饅頭
バナナベースの餡を使った、英語・ローマ字表記であるBANANAの文字が入ったバナナ型のお菓子。
- かりんとう饅頭
- 梁越饅頭（はりこしまんじゅう）
そば粉と味噌と水とネギと生姜などを混ぜ、丸く焼いたもの[14]。

## 沖縄の饅頭
那覇等で販売。サンニン（ゲットウ）を使って香り付けする。本島では大小に関わらず、紅芋を使っていることが多い。一般的には和菓子の饅頭より大きい。

## 饅頭切手
1777年（安永6年）、大阪の菓子店「虎屋伊織」は、現在の商品券に相当する饅頭切手を発売（切手の項も参照のこと）。酒や醤油、うなぎに至るまで、商品券の手法を広めるきっかけとなった。虎屋伊織は、饅頭切手で財を成したが、後年、饅頭切手の乱発がたたり経営に苦しんだという。

## 派生語
饅頭笠
饅頭形の笠の一種。
饅頭（）
饅頭形のアイロン用具の一種。アイロン#関連用品を参照。